# Gouverneur général des Philippines
Le gouverneur général des Philippines exerce le pouvoir exécutif durant les deux grandes périodes de colonisation des Philippines, d'abord par le Royaume d'Espagne de 1565 à 1898, puis par les États-Unis de 1898 à 1946. Il représente aussi le roi d'Espagne puis le gouvernement américain sur l'archipel. 
La fonction du gouverneur général est momentanément troublée ou altérée durant quelques épisodes historiques :
- durant l'occupation britannique de Manille et Cavite de 1762 à 1764, deux gouverneurs coexistent : un Anglais qui gouverne Manille et ses alentours, et un Espagnol qui gouverne le reste de l'archipel ;
- durant la révolution philippine et la transition entre le pouvoir colonial espagnol et américain, une brève république indépendante gouverne une grande partie des îles environ de 1898 à 1901, jusqu'à son écrasement par les États-Unis. Le gouverneur américain se nomme alors officiellement gouverneur militaire ;
- durant la Seconde Guerre mondiale, l'empire du Japon occupe l'archipel de 1942 à 1945 et y nomme un gouverneur militaire ;
- à partir de 1935 et de la création du Commonwealth des Philippines, le gouverneur général américain n'a plus qu'un rôle honorifique et devient officiellement le Haut Commissaire aux Philippines.

## Historique
De 1565 à 1821, le gouverneur général dépend du vice-roi de la Nouvelle-Espagne. Il est nommé sur recommandation des Cortes Generales et au nom du roi. Durant les périodes de vacances ou de transition, la Real Audiencia de Manille nomme un gouverneur temporaire parmi ses membres.
De 1762 à 1764, les Anglais occupent Manille et Cavite dans le cadre de la guerre de Sept Ans. L'Espagne conserve le contrôle du reste de l'archipel, si bien que deux gouverneurs sont en poste simultanément. Du côté anglais, Dawsonne Drake est nommé par la Compagnie britannique des Indes orientales ; du côté espagnol, Simón de Anda y Salazar, un membre de la Real Audiencia parvient à s'échapper de Manille après la conquête britannique et prend en charge la résistance sur le reste de l'archipel. Il est ainsi nommé lieutenant gouverneur par la Real Audiencia, ce que le roi d'Espagne valide rétrospectivement. L'occupation britannique de Manille prend fin en 1764 avec la fin de la guerre, et les choses reviennent à la normale pour l'Espagne.
La Nouvelle-Espagne disparaît en 1821 avec l'indépendance du Mexique, si bien que le gouverneur général des Philippines dépend désormais directement de la couronne.
En décembre 1898, l'Espagne cède par le traité de Paris sa colonie des Philippines aux États-Unis d'Amérique après sa défaite dans la guerre hispano-américaine. Durant la période de transition ainsi que la guerre américano-philippine, c'est un gouvernement militaire qui doit gouverner l'archipel. Néanmoins, de 1899 à 1901, la république des Philippines gouverne de fait temporairement l'archipel, avant d'être défaite par les États-Unis. Le 4 juillet 1901, le pouvoir exécutif est transféré à un gouverneur civil nommé par le président américain. La première année, le gouverneur militaire Adna Chaffee continue de gouverner certaines parties de l'archipel en même temps que le premier gouverneur civil, William Howard Taft. Le 4 juillet 1902, Taft assume seul le pouvoir exécutif
De retour aux États-Unis, Taft devient secrétaire à la Guerre et fait passer une loi pour que le gouverneur civil des Philippines soit désormais appelé gouverneur général, reprenant donc l'ancien titre espagnol. Le 15 novembre 1935 est instauré le Commonwealth des Philippines. Le président du Commonwealth remplace alors le gouverneur général en tant que chef de l'exécutif, tandis que le gouverneur général devient officiellement le Haut Commissaire aux Philippines. Ce dernier a donc un pouvoir réduit, assurant surtout le rôle symbolique de représentant du gouvernement américain sur l'archipel, mais s'occupant toutefois toujours de la défense, des affaires étrangères et des finances.
L'empire du Japon occupe les Philippines de 1942 à 1945 durant la Seconde Guerre mondiale, et un gouverneur militaire gouverne l'archipel.
Après l'indépendance le 4 juillet 1946, le dernier Haut Commissaire devient le premier ambassadeur des États-Unis aux Philippines.

## Liste des gouverneurs généraux
- Sources de la liste[11],[13],[14],[15].

### Période espagnole (1565-1898)

#### Sous la Nouvelle-Espagne (1565-1762)
- Par intérim
- Membres de la Real Audiencia de Manille

| #  | Portrait                                           | Nom                                                        | De                | à                 | Roi d'Espagne                                     |
| -- | -------------------------------------------------- | ---------------------------------------------------------- | ----------------- | ----------------- | ------------------------------------------------- |
| 1  |                                                    | Miguel López de Legazpi                                    | 27 avril 1565     | 20 août 1572      | Philippe II (25 juillet 1554 – 13 septembre 1598) |
| 2  |                                                    | Guido de Lavezaris                                         | 20 août 1572      | 25 août 1575      | Philippe II (25 juillet 1554 – 13 septembre 1598) |
| 3  |                                                    | Francisco de Sande                                         | 25 août 1575      | Avril 1580        | Philippe II (25 juillet 1554 – 13 septembre 1598) |
| 4  |                                                    | Gonzalo Ronquillo de Peñalosa                              | Avril 1580        | 10 mars 1583      | Philippe II (25 juillet 1554 – 13 septembre 1598) |
| 5  |                                                    | Diego Ronquillo                                            | 10 mars 1583      | 16 mai 1584       | Philippe II (25 juillet 1554 – 13 septembre 1598) |
| 6  |                                                    | Santiago de Vera                                           | 16 mai 1584       | Mai 1590          | Philippe II (25 juillet 1554 – 13 septembre 1598) |
| 7  |                                                    | Gómez Pérez Dasmariñas                                     | 1er juin 1590     | 25 octobre 1593   | Philippe II (25 juillet 1554 – 13 septembre 1598) |
| 8  |                                                    | Pedro de Rojas                                             | Octobre 1593      | 3 décembre 1593   | Philippe II (25 juillet 1554 – 13 septembre 1598) |
| 9  |                                                    | Luís Pérez Dasmariñas                                      | 3 décembre 1593   | 14 juillet 1596   | Philippe II (25 juillet 1554 – 13 septembre 1598) |
| 10 |                                                    | Francisco de Tello de Guzmán                               | 14 juillet 1596   | Mai 1602          | Philippe II (25 juillet 1554 – 13 septembre 1598) |
| 10 | Philippe III (13 septembre 1598 – 31 mars 1621)    | Francisco de Tello de Guzmán                               | 14 juillet 1596   | Mai 1602          |                                                   |
| 11 |                                                    | Pedro Bravo de Acuña                                       | Mai 1602          | 24 juin 1606      |                                                   |
| 12 |                                                    | Cristóbal Téllez de Almanza (Real Audiencia)               | 24 juin 1606      | 15 juin 1608      |                                                   |
| 13 |                                                    | Rodrigo de Vivero y Aberrucia                              | 15 juin 1608      | Avril 1609        |                                                   |
| 14 |                                                    | Juan de Silva                                              | Avril 1609        | 19 avril 1616     |                                                   |
| 15 |                                                    | Andrés Alcaraz (Real Audiencia)                            | 19 avril 1616     | 3 juillet 1618    |                                                   |
| 16 |                                                    | Alonso Fajardo de Entenza                                  | 3 juillet 1618    | Juillet 1624      |                                                   |
| 16 | Philippe IV (31 mars 1621 – 17 septembre 1665)     | Alonso Fajardo de Entenza                                  | 3 juillet 1618    | Juillet 1624      |                                                   |
| 17 |                                                    | Jeronimo de Silva (Real Audiencia)                         | Juillet 1624      | Juin 1625         |                                                   |
| 18 |                                                    | Fernándo de Silva                                          | Juillet 1624      | 29 juin 1626      |                                                   |
| 19 |                                                    | Juan Niño de Tabora                                        | 29 juin 1626      | 22 juillet 1632   |                                                   |
| 20 |                                                    | Lorenzo de Olaza y Lecubarri (Real Audiencia)              | 22 juillet 1632   | 1633              |                                                   |
| 21 |                                                    | Juan Cerezo de Salamanca                                   | 29 août 1633      | 25 juin 1635      |                                                   |
| 22 |                                                    | Sebastián Hurtado de Corcuera                              | 25 juin 1635      | 11 août 1644      |                                                   |
| 23 |                                                    | Diego Fajardo Chacón                                       | 11 août 1644      | 25 juillet 1653   |                                                   |
| 24 |                                                    | Sabiniano Manrique de Lara                                 | 25 juillet 1653   | 8 septembre 1663  |                                                   |
| 25 |                                                    | Diego de Salcedo                                           | 8 septembre 1663  | 28 septembre 1668 |                                                   |
| 25 | Charles II (17 septembre 1665 – 1er novembre 1700) | Diego de Salcedo                                           | 8 septembre 1663  | 28 septembre 1668 |                                                   |
| 26 |                                                    | Juan Manuel de la Peña Bonifaz                             | 28 septembre 1668 | 24 septembre 1669 |                                                   |
| 27 |                                                    | Manuel de León                                             | 24 septembre 1669 | 21 septembre 1677 |                                                   |
| 28 |                                                    | Francisco Coloma y Maceda (Real Audiencia)                 | 11 avril 1677     | 25 septembre 1677 |                                                   |
| 29 |                                                    | Francisco Sotomayor y Mansilla (Real Audiencia)            | 21 septembre 1677 | 28 septembre 1678 |                                                   |
| 30 |                                                    | Juan de Vargas y Hurtado                                   | 28 septembre 1678 | 24 août 1684      |                                                   |
| 31 |                                                    | Gabriel de Curuzealegui y Arriola                          | 24 août 1684      | Avril 1689        |                                                   |
| 32 |                                                    | Alonso de Avila Fuertes (Real Audiencia)                   | Avril 1689        | Juillet 1690      |                                                   |
| 33 |                                                    | Fausto Cruzat y Gongora                                    | 25 juillet 1690   | 8 décembre 1701   |                                                   |
| 33 | Philippe V Novembre 1700 – 15 janvier 1724         | Fausto Cruzat y Gongora                                    | 25 juillet 1690   | 8 décembre 1701   |                                                   |
| 34 |                                                    | Domingo Zabálburu de Echevarri                             | 8 décembre 1701   | 25 août 1709      |                                                   |
| 35 |                                                    | Martín de Urzúa y Arizmendi, compte de Lizárraga           | 25 août 1709      | 4 février 1715    |                                                   |
| 36 |                                                    | José Torralba (Real Audiencia)                             | 4 février 1715    | 9 août 1717       |                                                   |
| 37 |                                                    | Fernando Manuel de Bustillo Bustamante y Rueda             | 9 août 1717       | 11 octobre 1719   |                                                   |
| -  |                                                    | Archevêque de Manille Francisco de la Cuesta (par intérim) | 11 octobre 1719   | 6 août 1721       |                                                   |
| 38 |                                                    | Toribio José Cosio y Campo                                 | 6 août 1721       | 14 août 1729      |                                                   |
| 38 | Louis Ier (15 janvier 1724 – 31 août 1724)         | Toribio José Cosio y Campo                                 | 6 août 1721       | 14 août 1729      |                                                   |
| 38 | Philippe V (6 septembre 1724 – 9 juillet 1746)     | Toribio José Cosio y Campo                                 | 6 août 1721       | 14 août 1729      |                                                   |
| 39 |                                                    | Fernándo Valdés y Tamon                                    | 14 août 1729      | Juillet 1739      |                                                   |
| 40 |                                                    | Gaspar de la Torre                                         | Juillet 1739      | 21 septembre 1745 |                                                   |
| -  |                                                    | Archevêque Juan Arrechederra (par intérim)                 | 21 septembre 1745 | 20 juillet 1750   |                                                   |
| -  | Ferdinand VI (9 juillet 1746 – 10 août 1759)       | Archevêque Juan Arrechederra (par intérim)                 | 21 septembre 1745 | 20 juillet 1750   |                                                   |
| 41 |                                                    | Francisco José de Ovando, 1st Marquis of Brindisi          | 20 juillet 1750   | 26 juillet 1754   |                                                   |
| 42 |                                                    | Pedro Manuel de Arandía Santisteban                        | 26 juillet 1754   | 31 mai 1759       |                                                   |
| -  |                                                    | Évêque Miguel Lino de Ezpeleta (par intérim)               | Juin 1759         | 31 mai 1761       |                                                   |
| -  |                                                    | Évêque Miguel Lino de Ezpeleta (par intérim)               | Juin 1759         | 31 mai 1761       |                                                   |
| -  | Charles III (10 août 1759 – 14 décembre 1788)      | Évêque Miguel Lino de Ezpeleta (par intérim)               | Juin 1759         | 31 mai 1761       |                                                   |
| -  |                                                    | Archevêque Manuel Rojo del Río y Vieyra (par intérim)      | Juillet 1761      | 6 octobre 1762    |                                                   |

#### Occupation britannique de Manille (1762-1764)
| #  | Portrait | Nom | De              | à               | Roi         |
| -- | -------- | --- | --------------- | --------------- | ----------- |
| 43 |          | Simón de Anda y Salazar (Nommé d'abord par la Real Audiencia pour organiser la résistance, action que le roi approuvera rétrospectivement.) | 6 octobre 1762  | 10 février 1764 | Charles III |
| 44 |          | Dawsonne Drake | 2 novembre 1762 | 31 mai 1764     | George III  |

#### Sous la Nouvelle-Espagne de nouveau (1764-1821)
| #    | Portrait         | Nom                                     | De                 | à                  | Roi         |
| ---- | ---------------- | --------------------------------------- | ------------------ | ------------------ | ----------- |
| 45   |                  | Francisco Javier de la Torre            | 17 mars 1764       | 6 juillet 1765     | Charles III |
| 46   |                  | José Antonio Raón y Gutiérrez           | 6 juillet 1765     | Juillet 1770       | Charles III |
| (43) |                  | Simón de Anda y Salazar                 | Juillet 1770       | 30 octobre 1776    | Charles III |
| 47   |                  | Pedro de Sarrio                         | 30 octobre 1776    | Juillet 1778       | Charles III |
| 48   |                  | José Basco y Vargas                     | Juillet 1778       | 22 septembre 1787  | Charles III |
| (47) |                  | Pedro de Sarrio                         | 22 septembre 1787  | 1er juillet 1788   | Charles III |
| 49   |                  | Félix Berenguer de Marquina             | 1er juillet 1788   | 1er septembre 1793 | Charles III |
| 49   | Charles IV       | Félix Berenguer de Marquina             | 1er juillet 1788   | 1er septembre 1793 |             |
| 50   |                  | Rafael María de Aguilar y Ponce de León | 1er septembre 1793 | 7 août 1806        |             |
| 51   |                  | Mariano Fernández de Folgueras          | 7 août 1806        | 4 mars 1810        |             |
| 51   | Ferdinand VII    | Mariano Fernández de Folgueras          | 7 août 1806        | 4 mars 1810        |             |
| 51   | Joseph Bonaparte | Mariano Fernández de Folgueras          | 7 août 1806        | 4 mars 1810        |             |
| 52   | \|               | Manuel Gonzalez de Aguilar              | 4 mars 1810        | 4 septembre 1813   |             |
| 53   |                  | José Gardoqui Jaraveitia                | 4 septembre 1813   | 10 décembre 1816   |             |
| 53   | Ferdinand VII    | José Gardoqui Jaraveitia                | 4 septembre 1813   | 10 décembre 1816   |             |
| (51) |                  | Mariano Fernández de Folgueras          | 10 décembre 1816   | 15 septembre 1821  |             |

#### Sous le Royaume d'Espagne (1821–1898)
| #    | Portrait                                           | Nom                                       | De                | à                 | Roi           |
| ---- | -------------------------------------------------- | ----------------------------------------- | ----------------- | ----------------- | ------------- |
| (51) |                                                    | Mariano Fernández de Folgueras            | 16 septembre 1821 | 30 octobre 1822   | Ferdinand VII |
| 54   |                                                    | Juan Antonio Martínez                     | 30 octobre 1822   | 14 octobre 1825   | Ferdinand VII |
| 55   |                                                    | Mariano Ricafort Palacín y Abarca         | 14 octobre 1825   | 23 décembre 1830  | Ferdinand VII |
| 56   |                                                    | Pasqual Enrile y Alcedo                   | 23 décembre 1830  | 1er mars 1835     |               |
| 56   | Isabelle II                                        | Pasqual Enrile y Alcedo                   | 23 décembre 1830  | 1er mars 1835     |               |
| 57   |                                                    | Gabriel de Torres                         | 1er mars 1835     | 23 avril 1835     |               |
| 58   |                                                    | Joaquín de Crámer                         | 23 avril 1835     | 9 septembre 1835  |               |
| 59   |                                                    | Pedro Antonio Salazar Castillo y Varona   | 9 septembre 1835  | 27 août 1837      |               |
| 60   |                                                    | Andrés García Camba                       | 27 août 1837      | 29 décembre 1838  |               |
| 61   |                                                    | Luis Lardizábal                           | 29 décembre 1838  | 14 février 1841   |               |
| 62   |                                                    | Marcelino de Oraá                         | 14 février 1841   | 17 juin 1843      |               |
| 63   |                                                    | Francisco de Paula Alcalá de la Torre     | 17 juin 1843      | 16 juillet 1844   |               |
| 64   |                                                    | Narciso Clavería y Zaldúa                 | 16 juillet 1844   | 26 décembre 1849  |               |
| 65   |                                                    | Antonio María Blanco                      | 26 décembre 1849  | 29 juillet 1850   |               |
| 66   |                                                    | Antonio de Urbistondo y Eguía             | 29 juillet 1850   | 20 décembre 1853  |               |
| 67   |                                                    | Ramón Montero y Blandino                  | 20 décembre 1853  | 2 février 1854    |               |
| 68   |                                                    | Manuel Pavía y Lacy                       | 2 février 1854    | 28 octobre 1854   |               |
| (67) |                                                    | Ramón Montero y Blandino                  | 28 octobre 1854   | 20 novembre 1854  |               |
| 69   |                                                    | Manuel Crespo y Cebrían                   | 20 novembre 1854  | 5 décembre 1856   |               |
| (67) |                                                    | Ramón Montero y Blandino                  | 5 décembre 1856   | 9 mars 1857       |               |
| 70   |                                                    | Fernándo Norzagaray y Escudero            | 9 mars 1857       | 12 janvier 1860   |               |
| 71   |                                                    | Ramón María Solano y Llanderal            | 12 janvier 1860   | 29 août 1860      |               |
| 72   |                                                    | Juan Herrera Dávila                       | 29 août 1860      | 2 février 1861    |               |
| 73   |                                                    | José Lemery e Ibarrola Ney y González     | 2 février 1861    | 7 juillet 1862    |               |
| 74   |                                                    | Salvador Valdés                           | 7 juillet 1862    | 9 juillet 1862    |               |
| 75   |                                                    | Rafaél de Echagüe y Bermingham            | 9 juillet 1862    | 24 mars 1865      |               |
| 76   |                                                    | Joaquín del Solar e Ibáñez                | 24 mars 1865      | 25 avril 1865     |               |
| 77   |                                                    | Juan de Lara e Irigoyen                   | 25 avril 1865     | 13 juillet 1866   |               |
| 78   |                                                    | José Laureano de Sanz y Posse             | 13 juillet 1866   | 21 septembre 1866 |               |
| 79   |                                                    | Juan Antonio Osorio                       | 21 septembre 1866 | 27 septembre 1866 |               |
| (76) |                                                    | Joaquín del Solar e Ibáñez                | 27 septembre 1866 | 26 octobre 1866   |               |
| 80   |                                                    | José de la Gándara y Navarro              | 26 octobre 1866   | 7 juin 1869       |               |
| 80   | Aucun (Sexenio Democrático)                        | José de la Gándara y Navarro              | 26 octobre 1866   | 7 juin 1869       |               |
| 81   |                                                    | Manuel Maldonado                          | 7 juin 1869       | 23 juin 1869      |               |
| 82   |                                                    | Carlos María de la Torre y Navacerrada    | 23 juin 1869      | 4 avril 1871      |               |
| 82   | Amédée Ier (16 décembre 1870 – 11 février 1873)    | Carlos María de la Torre y Navacerrada    | 23 juin 1869      | 4 avril 1871      |               |
| 83   |                                                    | Rafael de Izquierdo y Gutíerrez           | 4 avril 1871      | 8 janvier 1873    |               |
| 84   |                                                    | Manuel MacCrohon                          | 8 janvier 1873    | 24 janvier 1873   |               |
| 85   |                                                    | Juan Alaminos y Vivar                     | 24 janvier 1873   | 17 mars 1874      |               |
| 85   | Aucun (première République espagnole)              | Juan Alaminos y Vivar                     | 24 janvier 1873   | 17 mars 1874      |               |
| -    |                                                    | Manuel Blanco Valderrama (par intérim)    | 17 mars 1874      | 18 juin 1874      |               |
| 86   |                                                    | José Malcampo y Monje                     | 18 juin 1874      | 28 février 1877   |               |
| 86   | Alphonse XII (29 décembre 1874 – 25 novembre 1885) | José Malcampo y Monje                     | 18 juin 1874      | 28 février 1877   |               |
| 87   |                                                    | Domingo Moriones y Murillo                | 28 février 1877   | 20 mars 1880      |               |
| 88   |                                                    | Rafael Rodríguez Arias                    | 20 mars 1880      | 15 avril 1880     |               |
| 89   |                                                    | Fernando Primo de Rivera y Sobremonte     | 15 avril 1880     | 10 mars 1883      |               |
| -    |                                                    | Emilio Molíns (par intérim)               | 10 mars 1883      | 7 avril 1883      |               |
| 90   |                                                    | Joaquín Jovellar                          | 7 avril 1883      | 1er avril 1885    |               |
| -    |                                                    | Emilio Molíns, (par intérim)              | 1er avril 1885    | 4 avril 1885      |               |
| 91   |                                                    | Emilio Terrero y Perinat                  | 4 avril 1885      | 25 avril 1888     |               |
| 91   | Alphonse XIII (17 mai 1886)                        | Emilio Terrero y Perinat                  | 4 avril 1885      | 25 avril 1888     |               |
| -    |                                                    | Antonio Moltó y Díaz Berrio (par intérim) | 25 avril 1888     | 4 juin 1888       |               |
| -    |                                                    | Federico Lobatón y Prieto (par intérim)   | 4 juin 1888       | 5 juin 1888       |               |
| 92   |                                                    | Valeriano Wéyler                          | 5 juin 1888       | 17 novembre 1891  |               |
| 93   |                                                    | Eulogio Despujol                          | 17 novembre 1891  | 1er mars 1893     |               |
| -    |                                                    | Federico Ochando (par intérim)            | 1er mars 1893     | 4 mai 1893        |               |
| 94   |                                                    | Ramón Blanco Erenas Riera y Polo          | 4 mai 1893        | 13 décembre 1896  |               |
| -    |                                                    | Camilo García de Polavieja (par intérim)  | 13 décembre 1896  | 15 avril 1897     |               |
| -    |                                                    | José de Lachambre (par intérim)           | 15 avril 1897     | 23 avril 1897     |               |
| 95   |                                                    | Fernando Primo de Rivera y Sobremonte     | 23 avril 1897     | 11 avril 1898     |               |
| 96   |                                                    | Basilio Augustín                          | 11 avril 1898     | 24 juillet 1898   |               |
| -    |                                                    | Fermín Jáudenes (par intérim)             | 24 juillet 1898   | 13 août 1898      |               |
| -    |                                                    | Francisco Rizzo (par intérim)             | 13 août 1898      | Septembre 1898    |               |
| -    |                                                    | Diego de los Rios (par intérim)           | Septembre 1898    | 3 juin 1899       |               |

### Période américaine (1898-1946)

#### Sous le Gouvernement militaire américain (1898–1902)
| # | Portrait | Nom                  | De             | à              | Président des États-Unis |
| - | -------- | -------------------- | -------------- | -------------- | ------------------------ |
| 1 |          | Wesley Merritt       | 14 août 1898   | 30 août 1898   | William McKinley         |
| 2 |          | Elwell Stephen Otis  | 28 août 1898   | 5 mai 1900     | William McKinley         |
| 3 |          | Arthur MacArthur Jr. | 5 mai 1900     | 4 juillet 1901 | William McKinley         |
| 4 |          | Adna R. Chaffee, Sr. | 4 juillet 1901 | 4 juillet 1902 | William McKinley         |

#### Sous le gouvernement insulaire (1901–1935)
| #  | Portrait               | Nom                                | De                 | à                                                   | Président des États-Unis                                                  |
| -- | ---------------------- | ---------------------------------- | ------------------ | --------------------------------------------------- | ------------------------------------------------------------------------- |
| 1  |                        | William Howard Taft                | 4 juillet 1901     | 1er février 1904                                    | William McKinley To Septembre 1901 Theodore Roosevelt From Septembre 1901 |
| 2  |                        | Luke Edward Wright                 | 1er février 1904   | 3 novembre 1905                                     | Theodore Roosevelt                                                        |
| 3  |                        | Henry Clay Ide                     | 3 novembre 1905    | 19 septembre 1906                                   | Theodore Roosevelt                                                        |
| 4  |                        | James Francis Smith                | 20 septembre 1906  | 11 novembre 1909                                    | Theodore Roosevelt                                                        |
| 5  | William Cameron Forbes | William Cameron Forbes             | 11 novembre 1909   | 1er septembre 1913                                  | William Howard Taft                                                       |
| -  | Newton W. Gilbert      | Newton W. Gilbert (par intérim)    | 1er septembre 1913 | 6 octobre 1913                                      | Woodrow Wilson                                                            |
| 6  |                        | Francis Burton Harrison            | 6 octobre 1913     | 5 mars 1921                                         | Woodrow Wilson                                                            |
| -  |                        | Charles Yeater (par intérim)       | 5 mars 1921        | 14 octobre 1921                                     | Warren G. Harding Jusqu'à septembre 1923 Calvin Coolidge                  |
| 7  |                        | Leonard Wood                       | 14 octobre 1921    | 7 août 1927                                         | Warren G. Harding Jusqu'à septembre 1923 Calvin Coolidge                  |
| -  |                        | Eugene Allen Gilmore (par intérim) | 7 août 1927        | 27 décembre 1927                                    | Calvin Coolidge                                                           |
| 8  |                        | Henry L. Stimson                   | 27 décembre 1927   | 23 février 1929                                     | Calvin Coolidge                                                           |
| -  |                        | Eugene Allen Gilmore (par intérim) | 23 février 1929    | 8 juillet 1929                                      | Herbert Hoover                                                            |
| 9  |                        | Dwight F. Davis                    | 8 juillet 1929     | 9 janvier 1932                                      | Herbert Hoover                                                            |
| -  |                        | George C. Butte (par intérim)      | 9 janvier 1932     | 29 février 1932                                     | Herbert Hoover                                                            |
| 10 |                        | Theodore Roosevelt, Jr.            | 29 février 1932    | 15 juillet 1933                                     | Herbert Hoover                                                            |
| 11 |                        | William Francis Murphy             | 15 juillet 1933    | 14 novembre 1935 (devient ensuite Haut Commissaire) | Franklin D. Roosevelt                                                     |

#### Sous le Haut Commissariat aux Philippines (1935–1942 puis 1945–46)
| # | Portrait | Nom                      | De               | à                                                                                    | Président des États-Unis |
| - | -------- | ------------------------ | ---------------- | ------------------------------------------------------------------------------------ | ------------------------ |
| 1 |          | William Francis Murphy   | 14 novembre 1935 | 1937                                                                                 | Franklin D. Roosevelt    |
| 2 |          | Paul V. McNutt           | 1937             | 1939                                                                                 | Franklin D. Roosevelt    |
| 3 |          | Francis Bowes Sayre, Sr. | 1939             | 1942                                                                                 | Franklin D. Roosevelt    |
| 4 |          | Paul V. McNutt           | 1945             | 1946 (devient le premier ambassadeur américain aux Philippines après l'indépendance) | Harry S Truman           |

### Période japonaise (1942–1945)
| # | Portrait | Nom                | De                | à                 | Empereur du Japon |
| - | -------- | ------------------ | ----------------- | ----------------- | ----------------- |
| 1 |          | Masaharu Homma     | 3 janvier 1942    | 8 juin 1942       | Hirohito          |
| 2 |          | Shizuichi Tanaka   | 8 juin 1942       | 28 mai 1943       | Hirohito          |
| 3 |          | Shigenori Kuroda   | 28 mai 1943       | 26 septembre 1944 | Hirohito          |
| 4 |          | Tomoyuki Yamashita | 26 septembre 1944 | 2 septembre 1945  | Hirohito          |